# Małgorzata Braszka
Małgorzata Braszka, również jako Małgorzata Moskwa-Braszka (ur. 1950 w Łodzi) – polska kostiumograf.
Absolwentka Uniwersytetu Łódzkiego. Członkini Polskiej Akademii Filmowej. Trzykrotna laureatka nagrody za kostiumy na Festiwalu Polskich Filmów Fabularnych w Gdyni. Czterokrotnie nominowana do Polskiej Nagrody Filmowej Orzeł w kategorii najlepsze kostiumy.

## Wybrana filmografia
- Aria dla atlety (1979)
- Wizja lokalna 1901 (1980)
- Wahadełko (1981)
- Limuzyna Daimler-Benz (1981)
- Seksmisja (1983)
- Kingsajz (1987)
- Poznań 56 (1996)
- Przedwiośnie (2001)
- Komornik (2005)
- Śluby panieńskie (2010)
- Pokłosie (2012)
- Jack Strong (2014)

## Nagrody i nominacje
- 1996 – Nagroda za kostiumy do filmu Poznań 56 na Festiwalu Polskich Filmów Fabularnych w Gdyni
- 2001 – Nagroda za kostiumy do filmu Przedwiośnie na Festiwalu Polskich Filmów Fabularnych w Gdyni
- 2002 – nominacja do Polskiej Nagrody Filmowej, Orzeł za kostiumy do filmu Przedwiośnie
- 2011 – nominacja do Polskiej Nagrody Filmowej, Orzeł za kostiumy do filmu Śluby panieńskie
- 2013 – nominacja do Polskiej Nagrody Filmowej, Orzeł za kostiumy do filmu Pokłosie
- 2014 – Nagroda za kostiumy do filmu Jack Strong na Festiwalu Polskich Filmów Fabularnych w Gdyni
- 2015 – nominacja do Polskiej Nagrody Filmowej, Orzeł za kostiumy do filmu Jack Strong